# São Pedro da Boa Vista
Boa Vista foi uma freguesia portuguesa do concelho de Penafiel, foi extinta sendo o seu território integrado na freguesia de Galegos.
A freguesia de São Pedro da Boa Vista pertencia à honra e beetria de São Salvador de Galegos, no antigo concelho e julgado de Penafiel de Sousa.

Esta freguesia havia-se chamado Caifaz. Pertenceu ao extinto bispado de Penafiel.